# De røde (Finland)
De røde (finsk: Punakaarti) var en af de stridende parter i den finske borgerkrig, og udgik fra Finlands socialdemokratiske partis kamporganisation fra begyndelsen af 1900-tallet. Disse kampgrupper kom i kamp med tilsvarende "hvide" beskyttelseskorps særlig efter 1905-revolutionen i Rusland, med åbne kampe i Helsingfors sommeren 1906.
Under borgerkrigen var Kullervo Manner øverstkommanderende. Andre fremtrædende røde kommandanter var Kustaa Salminen og Ali Aaltonen. Styrkerne var nært knyttede til de militære styrker i Den russiske socialistiske føderative sovjetrepublik og deres allierede med basis i venstrefløjen i Finlands socialdemokratiske parti, anført af Otto Ville Kuusinen og opererede inden for den såkaldte Finske socialistiske arbejderrepublik.
Ved borgerkrigens udbrud rådede de røde over omkring 30.000 mand, hvilket efterhånden voksede til skønsvis mellem 90.000-120.000 i løbet af krigen. Ved krigens udbrud kontrollerede de røde store dele af det sydlige og folketætte Finland, her under byerne Helsingfors, Tammerfors, Åbo, Björneborg og Viborg. De rødes nederlag i slaget om Tammerfors markerede afslutningen på borgerkrigen og de hvide marcherede ind i Helsingfors ugen efter.